# Tìm kiếm tài năng: Vietnam's Got Talent (mùa 1)
Mùa đầu tiên của chương trình Tìm kiếm tài năng: Vietnam's Got Talent do Đài Truyền hình Việt Nam và công ty BHD sản xuất, được phát sóng trên kênh VTV3 và MTV Việt Nam từ ngày 18 tháng 12 năm 2011 đến ngày 6 tháng 5 năm 2012. Tập đoàn P&G Việt Nam là nhà tài trợ chính cho mùa này. 
Người chiến thắng của mùa này là cặp nhảy Nguyễn Đăng Quân (12 tuổi) và Trần Bảo Ngọc (7 tuổi) đến từ Hà Nội, sau khi vượt qua thí sinh hát nhạc kịch Nguyễn Hương Thảo trong đêm gala chung kết. 

## Định dạng
Cấu trúc chương trình như sau.

### Vòng loại toàn quốc
Để tham dự chương trình, thí sinh có thể điền vào mẫu đăng ký dự thi trên trang web chính thức của chương trình hoặc đăng ký thông qua tin nhắn điện thoại. Chương trình sẽ tổ chức các buổi tìm kiếm và tuyển chọn tại các địa điểm khác nhau trên khắp cả nước để chọn ra những tiết mục đặc sắc nhất tham dự vào vòng loại sân khấu cùng ban giám khảo.

### Vòng loại sân khấu
Các thí sinh vượt qua vòng loại tại các địa phương sẽ tập trung tại hai địa điểm chính là Hà Nội và Thành phố Hồ Chí Minh để tham gia vòng loại sân khấu. Tại đây, các thí sinh sẽ trình diễn trực tiếp trước ban giám khảo và khán giả. Cần có sự đồng ý của ít nhất hai trong ba giám khảo để tiết mục của thí sinh được chấp nhận. Trong trường hợp cảm thấy không hài lòng với tiết mục dự thi, giám khảo có quyền nhấn nút đỏ ở trước mặt để phát tín hiệu không đồng ý. Thí sinh nhận được ba nút đỏ của cả ba giám khảo phải dừng biểu diễn ngay lập tức.
Kết thúc vòng loại sân khấu, các giám khảo tiến hành nhóm họp để thảo luận và chọn ra 49 tiết mục được đi tiếp vào vòng bán kết. Kết quả sẽ được giám khảo thông báo cho thí sinh qua điện thoại.

### Vòng bán kết
Các thí sinh được chọn ở vòng loại sân khấu sẽ được chia thành bảy nhóm, tương ứng với bảy đêm bán kết. Lần lượt từng nhóm sẽ trình diễn trực tiếp vào ngày chủ nhật, và khán giả sẽ tham gia bình chọn cho tiết mục yêu thích nhất của mỗi nhóm. Kết quả của từng đêm bán kết sẽ được thông báo trong chương trình công bố kết quả vào thứ ba tuần kế tiếp. Thí sinh có số phiếu bình chọn cao nhất từ khán giả và một thí sinh được ban giám khảo lựa chọn sẽ tiếp tục tham gia vào vòng chung kết, tổng cộng 14 thí sinh giành quyên đi tiếp từ vòng bán kết.

### Vòng chung kết
14 tiết mục vượt qua vòng bán kết tiếp tục chia làm hai đêm diễn, thể thức giống như ở vòng bán kết. Với mỗi đêm chung kết, một tiết mục có số phiếu bình chọn cao nhất và một tiết mục theo lựa chọn của ban giám khảo sẽ lọt vào đêm gala.

### Gala trao giải
Bốn tiết mục chiến thắng tại vòng chung kết sẽ được công bố trong đêm gala chung kết và trao giải. Những người chiến thắng sau đó sẽ tiếp tục trình diễn một tiết mục cuối cùng và khán giả sẽ quyết định người/nhóm chiến thắng chung cuộc bằng cách bình chọn trực tiếp cho tiết mục mà họ yêu thích. Thí sinh giành chiến thắng vào cuối đêm diễn sẽ nhận được giải thưởng trị giá 400 triệu đồng.

## Ban giám khảo và dẫn chương trình
Vào ngày 25 tháng 10 năm 2011, NSƯT Thành Lộc được công bố là giám khảo đầu tiên của Tìm kiếm tài năng: Vietnam's Got Talent. Tại thời điểm được công bố, đây là sự xuất hiện đầu tiên của Thành Lộc trong vai trò giám khảo một chương trình truyền hình thực tế. Hai giám khảo còn lại đã được ban tổ chức tiết lộ vào tháng 11 năm 2011, gồm cựu người mẫu, MC Thúy Hạnh – giám khảo nữ duy nhất trong chương trình – cùng với nhạc sĩ Huy Tuấn.
Vào ngày 16 tháng 12 năm 2011, Quyền Linh và Chi Bảo được thông báo là những người dẫn chương trình của mùa đầu tiên.

## Phát sóng
Tập đầu tiên của chương trình được phát sóng vào ngày 18 tháng 12 năm 2011. Mùa đầu tiên của Vietnam's Got Talent được phát sóng vào lúc 21:00 (từ ngày 29 tháng 1 năm 2012 chuyển sang 20:00) chủ nhật hằng tuần trên kênh VTV3 và MTV Việt Nam. Từ vòng bán kết, chương trình sẽ được truyền hình trực tiếp, với các buổi công bố kết quả của đêm bán kết được phát sóng trực tiếp vào ngày thứ ba tuần kế tiếp trên kênh VTV2.
Vào ngày 22 tháng 1 năm 2012, một tập của chương trình đã được dời lại một tuần so với dự kiến do trùng giờ với các chương trình phát sóng đặc biệt đón giao thừa Âm lịch của VTV.

## Vòng loại
Danh sách sau đây bao gồm những tỉnh, thành phố tổ chức vòng tuyển loại toàn quốc. Sau khi vòng sơ loại đã kết thúc tại tám địa điểm, chương trình đã bổ sung một vòng loại thứ hai gọi là "Cơ hội vàng", dành cho các thí sinh tại những tỉnh, thành mà chương trình chưa có mặt trong vòng loại đầu.
| - Long An (30 tháng 10 năm 2011) - Cần Thơ (1 tháng 11 năm 2011) - Thành phố Hồ Chí Minh (4-6 tháng 11 năm 2011) - Buôn Ma Thuột (10 tháng 11 năm 2011) - Đà Nẵng (13 tháng 11 năm 2011) - Hải Phòng (16 tháng 11 năm 2011) - Quảng Ninh (18 tháng 11 năm 2011) - Lạng Sơn (20 tháng 11 năm 2011) - Hà Nội (24-26 tháng 11 năm 2011) | - Bình Dương (28 tháng 11 năm 2011) - Đồng Nai (29 tháng 11 năm 2011) - Vũng Tàu (2 tháng 12 năm 2011) - Tiền Giang (6 tháng 12 năm 2011) - Bến Tre (9 tháng 12 năm 2011) - Vĩnh Long (12 tháng 12 năm 2011) - Hậu Giang (15 tháng 12 năm 2011) - Long Xuyên (18 tháng 12 năm 2011) - Cà Mau (23 tháng 12 năm 2011) |

Sau vòng loại toàn quốc, vòng loại sân khấu diễn ra với 140 tiết mục hay nhất.

## Vòng loại sân khấu
Ngày 26 tháng 2 năm 2012, 49 tiết mục đi tiếp vào vòng bán kết đã được công bố, trong tổng số 143 tiết mục được thể hiện tại vòng loại sân khấu.
| Chú thích | Giải nhất | Giải nhì | Giải ba | Ứng viên vòng chung kết | Ứng viên vòng bán kết (không được giám khảo chọn) |

| Biểu diễn                         | Tuổi    | Thể loại   | Tiết mục                     | Quê quán              | Bán kết | Kết quả   |
| --------------------------------- | ------- | ---------- | ---------------------------- | --------------------- | ------- | --------- |
| Ảo Giác                           |         | Biểu diễn  | Biểu diễn với cầu thủy tinh  |                       | 1       | Bán kết   |
| Bành Đức Hoài Yên                 | 29      | Nhảy/Múa   | Bellydance                   | Thành phố Hồ Chí Minh | 2       | Bán kết   |
| Bảo Cường/Huỳnh Huy Cường         | 33      | Biểu diễn  | Trình diễn mạo hiểm/Ảo thuật |                       | 2       | Bán kết   |
| Cao Gót/MIX crew                  |         | Nhảy/Múa   | Nhảy/Múa                     | Thành phố Hồ Chí Minh | 4       | Bán kết   |
| Dòng thời gian/Classic SMS        |         | Hát        | Opera                        | Hà Nội                | 1       | Chung kết |
| Dương Mạnh Hoà                    | 21      | Nhảy/Múa   | Popping                      | Hà Nội                | 4       | Chung kết |
| Đinh Ngọc Hoàng                   | 20      | Hát        | Hát                          | Đồng Nai              | 3       | Chung kết |
| Đinh Thiện Nhân                   | 24      | Hát        | Opera                        | Thành phố Hồ Chí Minh | 5       | Bán kết   |
| Gia đình Bong Bóng/Bubbles Family |         | Trình diễn | Nhảy                         | Hải Phòng             | 6       | Chung kết |
| Gió Mới/Just for 1                |         | Nhảy/Múa   | Popping                      |                       | 3       | Bán kết   |
| Hoàng Tú Linh                     | 22      | Hát/Nhạc   | Hát/Nhạc cụ                  | Thành phố Hồ Chí Minh | 2       | Bán kết   |
| Khát vọng/Magic Dance             |         | Nhảy/Múa   | Nhảy                         |                       | 1       | Bán kết   |
| Kiều Văn Thanh                    |         | Nhạc       | Nhạc cụ                      | Long An               | 7       | Chung kết |
| Mộc/iVoice                        | 17      | Hát        | A capella                    | Thành phố Hồ Chí Minh | 5       | Chung kết |
| Ngẫu Hứng/Freaky Funk             |         | Nhảy/Múa   | Popping                      | Thành phố Hồ Chí Minh | 1       | Bán kết   |
| Nghị lực/Energy                   |         | Nhảy/Múa   | Breakdance                   | Hà Nội                | 5       | Bán kết   |
| Ngô Minh Tú                       | 21      | Biểu diễn  | Xe đạp mạo hiểm              | Hà Nội                | 7       | Bán kết   |
| Nguyễn Đăng Quân & Trần Bảo Ngọc  | 11 & 6  | Nhảy/Múa   | Nhảy/Múa                     | Hà Nội                | 5       | Giải nhất |
| Nguyễn Đặng Đăng Khoa             | 10      | Nhảy/Múa   | Nhảy/Múa                     | Cà Mau                | 4       | Bán kết   |
| Nguyễn Hoàng Anh                  | 8       | Hát        | Hát/Nhảy                     | Hải Phòng             | 6       | Bán kết   |
| Nguyễn Hoàng Nhật & Trần Lina     | 23 & 19 | Hát        | Hát                          | Quảng Nam             | 6       | Bán kết   |
| Nguyễn Hương Thảo                 | 22      | Hát        | Nhạc kịch                    | Hà Nội                | 7       | Giải nhì  |
| Nguyễn Lê Nguyên                  | 10      | Hát        | Hát                          | Đà Lạt, Lâm Đồng      | 5       | Bán kết   |
| Nguyễn Ngọc Gia Bảo               | 23      | Hát        | Hát                          | Thành phố Hồ Chí Minh | 4       | Bán kết   |
| Nguyễn Phúc Gia Huy               | 26      | Hài kịch   | Hài độc thoại                | Thành phố Hồ Chí Minh | 3       | Bán kết   |
| Nguyễn Phương Anh                 | 15      | Hát        | Hát                          | Hà Nội                | 4       | Chung kết |
| Nguyễn Thanh Bình                 | 24      | Nhạc       | Nhạc cụ                      | Quảng Ninh            | 1       | Bán kết   |
| Nguyễn Thái Hoàng                 | 16      | Hát        | Hát                          | Thành phố Hồ Chí Minh | 3       | Bán kết   |
| Nguyễn Thị Thanh Trúc             | 8       | Hát        | Hát                          | Quảng Ngãi            | 3       | Chung kết |
| Nguyễn Trường Giang               | 23      | Nhảy/Múa   | Popping                      | Hà Nội                | 2       | Chung kết |
| Nguyễn Văn Thịnh                  | 26      | Biểu diễn  | Võ thuật                     | Hà Nội                | 3       | Bán kết   |
| Nguyễn Xuân Lân                   | 22      | Hát        | Hát                          |                       | 7       | Bán kết   |
| Nguyễn Xuân Trung                 | 33      | Hát        | Hát                          | Hà Nội                | 7       | Bán kết   |
| Nhóm vĩ cầm Làng Then             |         | Nhạc       | Nhạc cụ                      | Bắc Giang             | 3       | Bán kết   |
| Những Chú Sóc Con/Baby Action     | 6–15    | Nhảy       | Breakdance                   | Thành phố Hồ Chí Minh | 7       | Bán kết   |
| Phạm Hải Đăng                     | 32      | Hát        | Hát/Harmonica                | Hà Nội                | 5       | Bán kết   |
| Song Linh                         | 14      | Nhảy/Múa   | Nhảy/Múa                     | Hà Nội                | 5       | Bán kết   |
| Song Song/Song Thư & Song Thảo    | 22      | Hát        | Hát                          | Quảng Nam             | 6       | Bán kết   |
| Tia Chớp/U.P                      |         | Nhảy/Múa   | Popping                      | Thành phố Hồ Chí Minh | 2       | Bán kết   |
| Trần Hoàng Hà                     | 13      | Hát        | Hát/Guitar                   | Hà Nội                | 4       | Bán kết   |
| Trần My Anh                       | 11      | Hát        | Hát/Guitar                   | Hà Nội                | 1       | Bán kết   |
| Trần Thái Sơn                     | 20      | Nhạc       | Beatbox                      | Quảng Trị             | 7       | Bán kết   |
| Trần Văn Thương                   |         | Hát        | Hát                          |                       | 6       | Bán kết   |
| Võ Trọng Phúc                     | 26      | Hát        | Hát/Guitar                   | Thành phố Hồ Chí Minh | 1       | Giải ba   |
| Vũ Đình Tri Giao                  | 9       | Hát        | Hát                          | Thành phố Hồ Chí Minh | 6       | Chung kết |
| Vũ Khánh Vân                      | 24      | Hát        | Hát                          | Hà Nội                | 2       | Bán kết   |
| Vũ Phạm Ngọc Tân                  | 32      | Biểu diễn  | Biểu diễn mạo hiểm           | Thanh Hóa             | 4       | Bán kết   |
| Vũ Song Vũ                        | 13      | Hát        | Hát                          | Hải Phòng             | 2       | Giải ba   |
| Y Kroc                            | 28      | Hát        | Hát                          | Đăk Nông              | 6       | Bán kết   |

## Vòng bán kết
| Chú thích | Giám khảo chọn | Tiết mục được khán giả bình chọn nhiều nhất và vào thẳng vòng chung kết | Tiết mục được giữ lại cho giám khảo lựa chọn và được vào vòng chung kết | Tiết mục được giữ lại cho giám khảo lựa chọn nhưng không được vào vòng chung kết |

### Bán kết 1
- Ngày phát sóng: 4 tháng 3 năm 2012
- Ngày công bố kết quả: 6 tháng 3 năm 2012
- Nghệ sĩ khách mời: Thu Minh

| Thứ tự | Biểu diễn                  | Tiết mục                    | Lựa chọn của giám khảo | Lựa chọn của giám khảo | Lựa chọn của giám khảo |
| Thứ tự | Biểu diễn                  | Tiết mục                    | Thành Lộc              | Thúy Hạnh              | Huy Tuấn               |
| ------ | -------------------------- | --------------------------- | ---------------------- | ---------------------- | ---------------------- |
| 1      | Ngẫu Hứng/Freaky Funk      | Nhảy/Múa                    |                        |                        |                        |
| 2      | Trần My Anh                | Hát                         |                        |                        |                        |
| 3      | Dòng thời gian/Classic SMS | Opera                       |                        |                        |                        |
| 4      | Ảo Giác                    | Biểu diễn với cầu thủy tinh |                        |                        |                        |
| 5      | Nguyễn Thanh Bình          | Hát                         |                        |                        |                        |
| 6      | Khát vọng/Magic Dance      | Nhảy/Múa                    |                        |                        |                        |
| 7      | Võ Trọng Phúc              | Hát                         |                        |                        |                        |

### Bán kết 2
- Ngày phát sóng: 11 tháng 3 năm 2012
- Ngày công bố kết quả: 13 tháng 3 năm 2012
- Nghệ sĩ khách mời: Anh Khang, Suboi

| Thứ tự | Biểu diễn                 | Tiết mục   | Lựa chọn của giám khảo | Lựa chọn của giám khảo | Lựa chọn của giám khảo |
| Thứ tự | Biểu diễn                 | Tiết mục   | Thành Lộc              | Thúy Hạnh              | Huy Tuấn               |
| ------ | ------------------------- | ---------- | ---------------------- | ---------------------- | ---------------------- |
| 1      | Tia Chớp/U.P              | Nhảy/Múa   |                        |                        |                        |
| 2      | Vũ Khánh Vân              | Hát        |                        |                        |                        |
| 3      | Bành Đức Hoài Yên         | Bellydance |                        |                        |                        |
| 4      | Bảo Cường/Huỳnh Huy Cường | Ảo thuật   |                        |                        |                        |
| 5      | Hoàng Tú Linh             | Piano/Hát  |                        |                        |                        |
| 6      | Nguyễn Trường Giang       | Popping    |                        |                        |                        |
| 7      | Vũ Song Vũ                | Hát        |                        |                        |                        |

### Bán kết 3
- Ngày phát sóng: 18 tháng 3 năm 2012
- Ngày công bố kết quả: 20 tháng 3 năm 2012
- Nghệ sĩ khách mời: P.A.K Band

| Thứ tự | Biểu diễn             | Tiết mục      | Lựa chọn của giám khảo | Lựa chọn của giám khảo | Lựa chọn của giám khảo |
| Thứ tự | Biểu diễn             | Tiết mục      | Thành Lộc              | Thúy Hạnh              | Huy Tuấn               |
| ------ | --------------------- | ------------- | ---------------------- | ---------------------- | ---------------------- |
| 1      | Nhóm vĩ cầm Làng Then | Violin        |                        |                        |                        |
| 2      | Nguyễn Thị Thanh Trúc | Hát           |                        |                        |                        |
| 3      | Nguyễn Văn Thịnh      | Võ thuật      |                        |                        |                        |
| 4      | Nguyễn Phúc Gia Huy   | Hài độc thoại |                        |                        |                        |
| 5      | Đinh Ngọc Hoàng       | Hát           |                        |                        |                        |
| 6      | Gió mới/Just for 1    | Nhảy/Múa      |                        |                        |                        |
| 7      | Nguyễn Thái Hoàng     | Hát           |                        |                        |                        |

### Bán kết 4
- Ngày phát sóng: 25 tháng 3 năm 2012
- Ngày công bố kết quả: 27 tháng 3 năm 2012
- Nghệ sĩ khách mời: Hà Okio

| Thứ tự | Biểu diễn             | Tiết mục | Lựa chọn của giám khảo | Lựa chọn của giám khảo | Lựa chọn của giám khảo |
| Thứ tự | Biểu diễn             | Tiết mục | Thành Lộc              | Thúy Hạnh              | Huy Tuấn               |
| ------ | --------------------- | -------- | ---------------------- | ---------------------- | ---------------------- |
| 1      | Cao Gót/MIX crew      | Nhảy/Múa |                        |                        |                        |
| 2      | Trần Hoàng Hà         | Hát      |                        |                        |                        |
| 3      | Nguyễn Đặng Đăng Khoa | Nhảy/Múa |                        |                        |                        |
| 4      | Nguyễn Ngọc Gia Bảo   | Hát      |                        |                        |                        |
| 5      | Vũ Phạm Ngọc Tân      | Ảo thuật |                        |                        |                        |
| 6      | Dương Mạnh Hoà        | Popping  |                        |                        |                        |
| 7      | Nguyễn Phương Anh     | Hát      |                        |                        |                        |

### Bán kết 5
- Ngày phát sóng: 1 tháng 4 năm 2012
- Ngày công bố kết quả: 3 tháng 4 năm 2012
- Nghệ sĩ khách mời: Nhóm 365

| Thứ tự | Biểu diễn            | Tiết mục                | Lựa chọn của giám khảo | Lựa chọn của giám khảo | Lựa chọn của giám khảo |
| Thứ tự | Biểu diễn            | Tiết mục                | Thành Lộc              | Thúy Hạnh              | Huy Tuấn               |
| ------ | -------------------- | ----------------------- | ---------------------- | ---------------------- | ---------------------- |
| 1      | Đăng Quân & Bảo Ngọc | Nhảy/Múa                |                        |                        |                        |
| 2      | Đinh Thiện Nhân      | Opera                   |                        |                        |                        |
| 3      | Phạm Hải Đăng        | Biểu diễn harmonica/Hát |                        |                        |                        |
| 4      | Nghị lực/Energy      | Breakdance              |                        |                        |                        |
| 5      | Mộc/iVoice           | Hát                     |                        |                        |                        |
| 6      | Song Linh            | Nhảy/Múa                |                        |                        |                        |
| 7      | Nguyễn Lê Nguyên     | Hát                     |                        |                        |                        |

### Bán kết 6
- Ngày phát sóng: 8 tháng 4 năm 2012
- Ngày công bố kết quả: 10 tháng 4 năm 2012
- Nghệ sĩ khách mời: Hiền Thục

| Thứ tự | Biểu diễn                         | Tiết mục | Lựa chọn của giám khảo | Lựa chọn của giám khảo | Lựa chọn của giám khảo |
| Thứ tự | Biểu diễn                         | Tiết mục | Thành Lộc              | Thúy Hạnh              | Huy Tuấn               |
| ------ | --------------------------------- | -------- | ---------------------- | ---------------------- | ---------------------- |
| 1      | Nguyễn Hoàng Anh                  | Hát/Nhảy |                        |                        |                        |
| 2      | Y Kroc                            | Hát      |                        |                        |                        |
| 3      | Gia đình Bong Bóng/Bubbles Family | Nhảy     |                        |                        |                        |
| 4      | Trần Văn Thương                   | Hát      |                        |                        |                        |
| 5      | Song Song/Song Thư & Song Thảo    | Hát/Múa  |                        |                        |                        |
| 6      | Nguyễn Hoàng Nhật & Trần Lina     | Nhảy     |                        |                        |                        |
| 7      | Vũ Đình Tri Giao                  | Hát      |                        |                        |                        |

### Bán kết 7
- Ngày phát sóng: 15 tháng 4 năm 2012
- Ngày công bố kết quả: 17 tháng 4 năm 2012
- Nghệ sĩ khách mời: Thanh Bùi

| Thứ tự | Biểu diễn                     | Tiết mục        | Lựa chọn của giám khảo | Lựa chọn của giám khảo | Lựa chọn của giám khảo |
| Thứ tự | Biểu diễn                     | Tiết mục        | Thành Lộc              | Thúy Hạnh              | Huy Tuấn               |
| ------ | ----------------------------- | --------------- | ---------------------- | ---------------------- | ---------------------- |
| 1      | Những Chú Sóc Con/Baby Action | Breakdance      |                        |                        |                        |
| 2      | Nguyễn Hương Thảo             | Opera           |                        |                        |                        |
| 3      | Kiều Văn Thanh                | Nhạc cụ         |                        |                        |                        |
| 4      | Ngô Minh Tú                   | Xe đạp mạo hiểm |                        |                        |                        |
| 5      | Nguyễn Xuân Trung             | Hát             |                        |                        |                        |
| 6      | Trần Thái Sơn                 | Beatbox         |                        |                        |                        |
| 7      | Nguyễn Xuân Lân               | Hát             |                        |                        |                        |

## Vòng chung kết
| Chú thích | Giám khảo chọn | Tiết mục được khán giả bình chọn nhiều nhất và vào Gala Chung kết | Tiết mục được giữ lại cho giám khảo lựa chọn và được vào gala Chung kết | Tiết mục được giữ lại cho giám khảo lựa chọn nhưng không được vào gala Chung kết |

### Chung kết 1
- Ngày phát sóng: 22 tháng 4 năm 2012
- Ngày công bố kết quả: Đêm Gala, 6 tháng 5 năm 2012

| Thứ tự | Biểu diễn                  | Tiết mục | Lựa chọn của giám khảo | Lựa chọn của giám khảo | Lựa chọn của giám khảo |
| Thứ tự | Biểu diễn                  | Tiết mục | Thành Lộc              | Thúy Hạnh              | Huy Tuấn               |
| ------ | -------------------------- | -------- | ---------------------- | ---------------------- | ---------------------- |
| 1      | Dòng thời gian/Classic SMS | Opera    |                        |                        |                        |
| 2      | Đăng Quân & Bảo Ngọc       | Nhảy/Múa |                        |                        |                        |
| 3      | Đinh Ngọc Hoàng            | Hát      |                        |                        |                        |
| 4      | Nguyễn Trường Giang        | Popping  |                        |                        |                        |
| 5      | Nguyễn Thị Thanh Trúc      | Hát      |                        |                        |                        |
| 6      | Kiều Văn Thanh             | Nhạc cụ  |                        |                        |                        |
| 7      | Vũ Song Vũ                 | Hát      |                        |                        |                        |

### Chung kết 2
- Ngày phát sóng: 29 tháng 4 năm 2012
- Ngày công bố kết quả: Đêm Gala, 6 tháng 5 năm 2012

| Thứ tự | Biểu diễn                         | Tiết mục  | Lựa chọn của giám khảo | Lựa chọn của giám khảo | Lựa chọn của giám khảo |
| Thứ tự | Biểu diễn                         | Tiết mục  | Thành Lộc              | Thúy Hạnh              | Huy Tuấn               |
| ------ | --------------------------------- | --------- | ---------------------- | ---------------------- | ---------------------- |
| 1      | Mộc/iVoice                        | A capella |                        |                        |                        |
| 2      | Dương Mạnh Hòa                    | Popping   |                        |                        |                        |
| 3      | Vũ Đình Tri Giao                  | Hát       |                        |                        |                        |
| 4      | Nguyễn Hương Thảo                 | Opera     |                        |                        |                        |
| 5      | Gia đình Bong Bóng/Bubbles Family | Nhảy      |                        |                        |                        |
| 6      | Võ Trọng Phúc                     | Hát       |                        |                        |                        |
| 7      | Nguyễn Phương Anh                 | Hát       |                        |                        |                        |

## Gala Chung kết
Đêm gala Chung kết diễn ra vào ngày 6 tháng 5 năm 2012 tại sân khấu ca nhạc Lan Anh, thành phố Hồ Chí Minh.
| Thứ tự | Người/nhóm biểu diễn | Tiết mục | Thứ hạng chung cuộc |
| ------ | -------------------- | -------- | ------------------- |
| 1      | Nguyễn Hương Thảo    | Opera    | Giải nhì            |
| 2      | Vũ Song Vũ           | Hát      | Giải ba             |
| 3      | Đăng Quân & Bảo Ngọc | Nhảy     | Giải nhất           |
| 4      | Võ Trọng Phúc        | Hát      | Giải ba             |